# Badr Schakir as-Sayyab
Badr Schakir as-Sayyab (arabisch بدر شاكر السياب, DMG Badr Šākir as-Saiyāb; * 1926 in Dschaikur bei Basra, Irak; † 24. Dezember 1964 in Kuwait) ist ein irakischer Dichter und gilt als ein Vorreiter der modernen arabischen Dichtung. Besonders bekannt ist sein Gedicht أنشودة المطر / unšūdat al-maṭr / ‚Die Regenhymne‘.

## Leben und Werk
Badr Schakir as-Sayyab wurde 1926 in Dschaikur nahe Basra im Irak geboren. Das genaue Geburtsdatum ist unbekannt. 1948 graduierte er am Lehrerseminar von Bagdad. Da er in die damals verbotene kommunistische Partei eintrat, wurde er jedoch schon bald aus dem Staatsdienst entlassen. In der Folgezeit hielt er sich mit Gelegenheitsjobs über Wasser. Als er sich ab 1958 zunehmend für nationalistische Strömungen interessierte, war er als Nationalist ebenfalls Verfolgungen und Repressalien ausgesetzt. Ab 1958 brach bei ihm die Krankheit Amyotrophische Lateralsklerose aus, von der er nicht mehr genesen sollte. Er starb mit nur 38 Jahren in großer Armut in Kuwait.
Besonderen Einfluss auf sein Werk hatten T.S. Eliot und Edith Sitwell. Er selbst hatte großen Einfluss auf das Werk des arabischen Dichters Mahmud Darwisch. In seinen Gedichten verwendet er oft Mythen wie die Fruchtbarkeitsgötter Tamuz und Ištar. Auch greift er im Gedicht المسيح بعد الصلب / al-masīḥ baʿda ṣ-ṣalb / ‚Christus nach der Kreuzigung‘ auf christliche Motive zurück.

## Werke in deutscher Übersetzung
- Die Regenhymne und andere Gedichte. (arab. - deutsch) Übersetzt von Khalid Al-Maaly und Stefan Weidner. Verlag Das Arabische Buch, Berlin 1995, ISBN 3-86093-048-6.
- Khalid Al-Maaly (Hrsg.) Mittenaus, mittenein. Lyrik aus dem Irak. Verlag Das Arabische Buch, Berlin 1993, ISBN 3-86093-038-9.
- Khalid Al-Maaly (Hrsg.) Zwischen Zauber und Zeichen. Moderne arabische Lyrik von 1945 bis heute. Verlag Das Arabische Buch, Berlin 2000, ISBN 3-86093-242-X.
- Stefan Weidner (Hrsg.) Die Farbe der Ferne. Moderne arabische Lyrik. C.H. Beck Verlag, München 2000, ISBN 978-3-406-45860-6.